# Burg Dachsbach

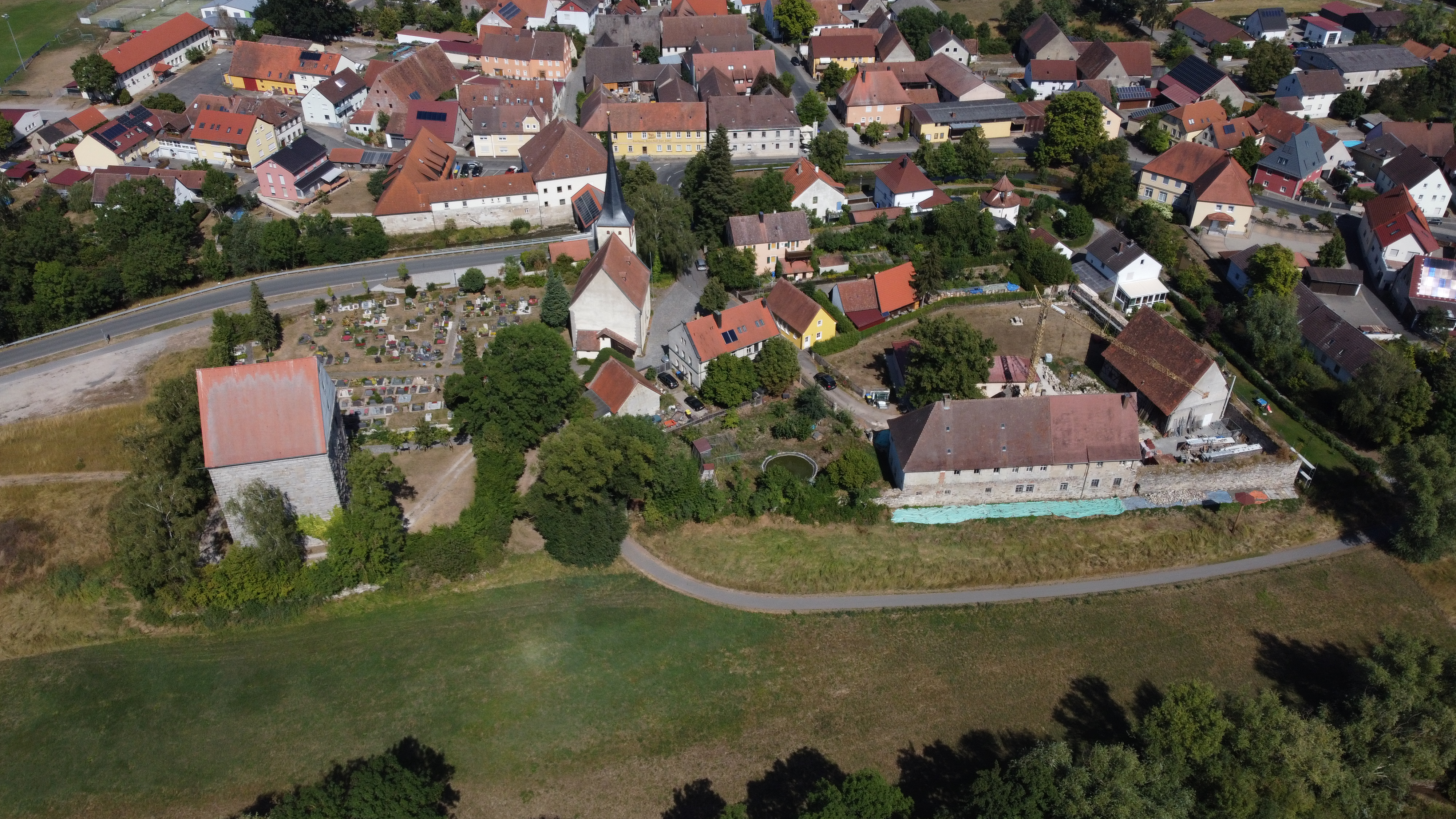
Luftbild der Burg Dachsbach (2022)

Die Burg Dachsbach ist der ehemalige Wohnturm der Wasserburg am westlichen Ortsrand von Dachsbach im Landkreis Neustadt an der Aisch-Bad Windsheim in Bayern.
Die Anlage wird auch Wasserschloss Dachsbach und wegen ihrer sechsstöckigen Bauweise vereinzelt Hohes Haus genannt. Sie ist eines der Wahrzeichen von Dachsbach.

## Geografische Lage
Die Burg Dachsbach liegt im Aischgrund auf einer Höhe von 280 m ü. NN etwa auf halbem Weg zwischen Neustadt an der Aisch und Höchstadt an der Aisch. Der erhaltene Turm ermöglicht eine Aussicht über die südlichen Ausläufer des Steigerwaldes. Die Hochwässer der Aisch schneiden manchmal den Weg nach Oberhöchstädt ab.

## Geschichte
Die fruchtbaren und fischreichen Niederungen des Aischgrundes waren bereits früh dicht besiedelt. Siedlungsspuren und Bodendenkmäler des Neolithikums, der Hallstatt- und Latènezeit befinden sich einige fußläufige Minuten flussauf- und abwärts. Das Tal war ein wichtiger Handelsweg, auf dem Waren aller Art auch geflößt und getreidelt wurden, was ab der karolingischen Zeit die Errichtung von befestigten Posten erforderte.
An der Stelle der Grenzburg an der Furt durch die Aisch ist bereits 1129 ein befestigter Sitz (Festes Haus) mit dem edelfreien Heinrich von Dachsbach bezeugt. Die Wasserburg wurde 1280 erstmals als „castrum“ mit ihrem pfandweisen Erwerb durch den Nürnberger Burggrafen Friedrich III. für 500 Mark Silber von Graf Ludwig von Oettingen erwähnt.
Im Bauernkrieg wurde die Burg am 9. Mai 1525 von aufständischen Bauern erobert und unter Herding geplündert und niedergebrannt. 1553 wurde die Burg im Verlauf des Zweiten Markgrafenkrieges von den Nürnbergern eingenommen. Am 12. November 1553 wurde die Burg, um sie den Erzfeinden wieder zu entreißen, von Markgraf Albrecht Alcibiades geschleift, um die „Pfeffersäcke“ das Brennen zu lehren. Noch im selben Jahr wurde die Burg wieder aufgebaut und direkt angrenzend ein wasserkraftgetriebenes Mühl- und Sägewerk errichtet.
Im Dreißigjährigen Krieg wurde die Burg 1632–1634 zerstört und danach der Wohnturm wieder aufgebaut. 1700–1701 wurde anstelle der Schlosskapelle die Pfarrkirche St. Marien erbaut. 1798 wurde der Rundturm der äußeren Ringmauer als Gartenhaus umgebaut.

## Beschreibung

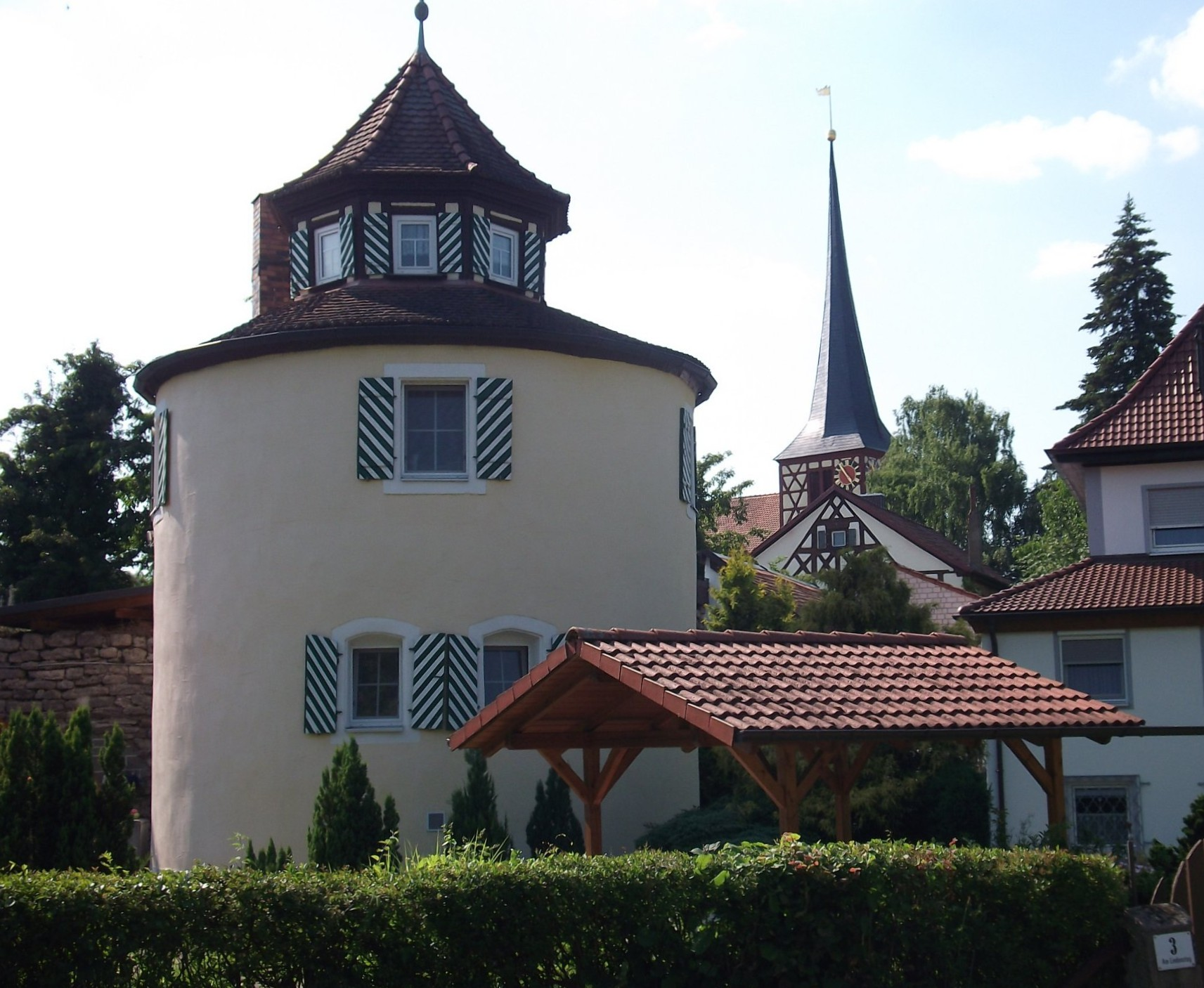
Mittelalterlicher Rundturm, frühere Eckbastion der ehemaligen Burgbefestigung

Das teils ummauerte, 1,3 Hektar große Gelände (D-5-6330-0036) liegt um zwei bis drei Meter leicht erhöht über dem Aischgrund, in einer Flussschleife mit der dort von links zufließenden Saulach. Die Wasserburganlage auf dem längsrechteckigen Areal verfügte über eine  wassergrabenbewehrte kleine Kernburg (Hauptburg) in der Nordwestecke. Erhalten ist deren Luginsland, ein mächtiger, quadratischer, 25 Meter hoher Wohnturm aus Buckelquadern mit vier Hauptgeschossen und einem Hocheingang. (D-5-75-117-5) Der Eingang in die Kellergewölbe, mehrere Aborterker mit Kragsteinen sowie das nach 1593 aufgesetzte Dachgeschoss, dessen Giebel von Nordwest nach Südost aufragt, zeigen die Abschnitte der Baugeschichte.
Von der 150 m südöstlich gelegenen Vorburg ist in der Ostecke des Geländes der gedrungene, runde Flankierungsturm erhalten, der 1798 zum Gartenhaus umgebaut wurde (D-5-75-117-1).
Östlich der Hauptburg befand sich die ehemalige Schlosskapelle aus dem 14. Jahrhundert. Diese wurde 1700 mit der evangelischen Pfarrkirche St. Marien überbaut (D-5-75-117-3), an die sich ein kleiner Friedhof anschließt.
1851 wurde auf dem Gelände das ehemalige Schul- und Rathaus errichtet (D-5-75-117-3). Von 1797 bis 1812 wurden mit dem Amts- und Justizhaus (D-5-75-117-4) sowie Nebengebäuden weitere Teile der Burg überbaut.
Über Jahrzehnte bestand der Wohnturm nur ruinös und das Gelände wurde lediglich als Lagerplatz für das benachbarte Sägewerk mit Schreinerei genutzt. Unter den oben eingefügten Verzeichnisnummern bestehen Boden- und Baudenkmalschutz (Kirchplatz 1 bis 6).

## Heutige Nutzung
Seit 2005 finden in dem teilrestaurierten Turm regelmäßig im Frühsommer Kunstaktionen und -auktionen statt.
Auf dem Dach des Turmes nisteten seit langer Zeit Storchen-Brutpaare; bei der Sanierung des Daches wurde der  Kamin abgebrochen und aus Kostengründen darauf verzichtet, diesen zu erneuern. Da auch kein Nistkorb ersatzweise angebracht wurde, finden die Störche dort seither keinen Halt mehr und nisten anderswo.